# Chianni
Chianni es un municipio italiano situado en la provincia de Pisa, en Toscana. Tiene una población estimada, a fines de noviembre de 2024, de 1304 habitantes.

## Evolución demográfica
| Gráfica de evolución demográfica de Chianni entre 1861 y 2024 |
|                                                               |
| Fuente: ISTAT - Elaboración gráfica de Wikipedia              |